# Personaggi di Animal Crossing
Questa è una lista dei personaggi presenti nella serie di videogiochi di Animal Crossing.

## Agostina e Filomena
Agostina (Kinuyo きぬよ) e Filomena (Asami あさみ) sono due sorelle porcospine che gestiscono la sartoria del villaggio, chiamata appunto "Le sorelle Ago e Filo" (abbreviazione di Agostina e Filomena, in giapponese e in inglese "Able Sisters"; in italiano "Ago" e "Filo" sono anche il nome degli attrezzi indispensabili per cucire). Agostina, la sorella minore, è di colore blu, è molto simpatica e disponibile e gestisce le vendite nel negozio; Filomena è di colore marrone, è sempre impegnata a cucire abiti ed inizialmente non parla col giocatore, mostrandosi molto chiusa in sé stessa, ma parlandole ripetutamente prende confidenza con esso ed inizia a raccontare storie sulla loro vita privata e sulla loro famiglia. In Animal Crossing: New Leaf interagendo spesso con lei si può ottenere la macchina per scansionare i codici QR. Nella loro sartoria si possono comprare vestiti e gonne/pantaloni (questi ultimi solo in New Leaf), esporre modelli e provare indumenti o accessori. In New Leaf il loro negozio è nella Via degli Acquisti, collegato all'Atelièr della sorella Bice e sotto Shampoo & Champagne.

## Alpaca
Alpaca (Lisa リサ) è un'alpaca rosa che compare per la prima volta in Animal Crossing: New Leaf. Gestisce insieme al marito Merino il negozio dell'usato "Ricicla e Ricrea", dove giocatori e animali possono vendere e comprare oggetti. Visto che c'è questo negozio non c'è più il mercatino delle pulci.

## Bartolo
Bartolo (Master nella versione giapponese) (Brewster in inglese) è un piccione che lavora nella caffetteria "La Piccionaia", di cui è il proprietario e barista. Serve unicamente caffè e a volte chiede se si desidera provare del "Latte di Piccione" nel caffè. Il sabato sera ospita lo spettacolo del musicista K.K. Slider. Spesso al bar si possono trovare altri personaggi che prendono il caffè, ad esempio Polly appena prima di iniziare il suo turno al municipio. Inizialmente molto introverso e di poche parole, andando spesso a parlargli ed a prendere il caffè da lui si apre di più e racconta qualcosa al giocatore; inoltre, in Animal Crossing: Let's Go to the City Bartolo si occupa anche di custodire i Giroidi ottenuti dal giocatore. In Animal Crossing: New Leaf Bartolo non è subito disponibile, infatti per poter costruire la Piccionaia si deve costruire il secondo piano del museo e donare 50 tipi di pesci, insetti, opere d'arte o fossili. La novità di New Leaf è che si può lavorare come barista per qualche tempo.

## Bice
Bice, o Beatrice (Kate かて) è una porcospina di colore viola. È commessa nella boutique d'abbigliamento e arredamento più esclusiva della città, "Griffe di Griffa". Bice aiuta il giocatore a selezionare il suo vestiario o l'arredamento per la sua casa.
In Animal crossing: New Leaf ritorna a lavorare con le sorelle allestendo un negozio di accessori collegato alla sartoria. Tuttavia, segue in solitaria la sua passione per il mondo del fashion design, ritornando a farsi chiamare Beatrice, mentre "Bice" in Animal Crossing: New Horizons diventa il nome del suo marchio di moda. I capi Bice richiamano quelli di marche sportive come Adidas o Nike, e oltre a essere brandizzati con il suo logo sono leggermente più costosi.

## Bigodina
Bigodina (Harriet in inglese) è una cagnolina di razza barboncino. In Animal Crossing: Wild World possiede un salone di bellezza integrato al negozio di Tom Nook, mentre in Animal Crossing: Let's Go to the City ha un negozio tutto suo nella grande città, chiamato "Shampoo e Champagne". Questo personaggio dalla erre moscia "alla francese" determina la nuova pettinatura del giocatore in base a una serie di domande. Usando almeno una volta tutte le pettinature disponibili il giocatore può richiedere anche pettinature riservate al sesso opposto. Inoltre in Animal Crossing: Let's Go to the City Bigodina può fare delle pettinature anche al Mii nella console Nintendo Wii. Talvolta Bigodina può essere vista nel locale "La Piccionaia" gestito da Bartolo. In Animal Crossing: New Leaf ha il suo negozio nella Via degli Acquisti, sopra quello delle Sorelle Ago e Filo e di Bice.

## Blanca
Blanca è una gatta bianca misteriosa la cui faccia è completamente bianca: infatti chiede al giocatore di disegnargliene una. Appare solamente dopo che il giocatore fa visita a un amico nella Wi-Fi Connection e compare dopo una settimana. In Animal Crossing: New Leaf appare il 1º aprile nella piazza dicendo di voler fare degli scherzi: infatti entra nelle case degli abitanti (perciò in giro non si trova praticamente nessuno) assumendo il loro aspetto. Quindi in ogni casa si trovano due abitanti identici: uno è vero, l'altro è Blanca. Interagendo con loro, chiedono entrambi di "smascherare" l'imbroglione, che può essere smascherato in base alle loro parole. Dopodiché danno al giocatore un asciugamano da consegnare all'imbroglione per pulirsi la faccia dal trucco. Se il giocatore indovina, riceve una loro foto in regalo.

## Blatero
Blatero (フータ?) (Blather in inglese) è un gufo, proprietario del museo del villaggio. Molto chiacchierone, riceve le donazioni per il museo da parte del personaggio, che comprendono quadri, insetti, pesci e fossili. Blatero è il fratello gemello di Celeste. Essendo un gufo, normalmente di giorno dorme e si sveglia solo quando viene interpellato; rimane sveglio anche di giorno solo quando è di cattivo umore, occasioni in cui è possibile farsi raccontare cosa gli è successo. Ha molta paura e ribrezzo degli insetti.
In Animal Crossing: Wild World e nei titoli successivi, Blatero possiede la certificazione necessaria per esaminare i fossili, pertanto occorre rivolgersi a lui per far identificare i fossili trovati scavando sottoterra, che in precedenza era invece necessario spedire a un altro museo.

## Celeste
Celeste (フーコ?) è una gufa, sorella gemella di Blatero, che gestisce l'osservatorio astronomico del museo. È molto più spigliata e scherzosa del fratello, in contrasto con la sua immagine accademica. Come Blatero, di giorno dorme e si sveglia solo quando le si parla.
In Animal Crossing: New Leaf non si occupa più delle costellazioni ma ha a che fare con la vendita di alcuni oggetti (come la pala e la canna da pesca d'argento, o anche tappeti, muri e oggetti d'arredamento) e l'affitto di alcune sale da esposizione, quattro in tutto, in cui si possono esporre i propri oggetti come nella propria casa. L'affitto di una sala costa 10.000 stelline; inoltre nel piano è presente un armadietto che contiene gli oggetti del giocatore (come alla stazione), rendendo più semplice esporli nelle sale.
In Animal Crossing: New Horizons, Celeste riprende il suo ruolo originale di appassionata di astronomia. Visita regolarmente l'isola del giocatore, raccontandogli i miti delle costellazioni e regalandogli vari schemi fai da te a base di frammenti di stella, talvolta di ispirazione mitologica.

## Fido e Birro
Fido (もんばんさんB?) (Booker in inglese) è un cane poliziotto di razza Bulldog, che fa da guardia alla città al fianco di Birro. A dispetto del suo nome, è costantemente distratto ed insicuro. Dà informazioni sugli ospiti che ci sono in città e permette di prelevare gratuitamente gli oggetti smarriti.
Birro (Copper in inglese) è un cane poliziotto di razza Akita, collega di Fido, che si occupa di gestire gli ingressi e le uscite dalla città. A differenza del compare, è disponibile, sicuro e ligio alla legge.

## Florindo
Florindo (Leif in inglese) è un bradipo che compare in per la prima volta in Animal Crossing: New Leaf, dove gestisce un negozio di giardinaggio che appare solo in un determinato periodo del gioco. È piuttosto smemorato, in quanto a volte dimentica il prezzo di alcuni dei suoi prodotti in vendita. Vende semi di fiori, germogli di alberi, innaffiatoi e asce.
Florindo torna, sempre nel suo ruolo, anche in Animal Crossing: New Horizons.

## Frodolo
Frodolo (Lyle in inglese) è una lontra, di professione assicuratore, che propone al giocatore una polizza assicurativa contro gli infortuni e offre piccoli rimborsi nel caso in cui i quadri comprati da Volpolo si rivelino falsi, anche se, probabilmente, è lui stesso in affari con Volpolo. In Animal Crossing: Let's Go to the City e in Animal Crossing: New Leaf, Frodolo è dirigente dell'"Accademia delle Belle Case", abbreviato "ABC".

## Fuffi
Fuffi (Shizue しずえ) (Isabelle in inglese) è una cagnolina color crema di razza Shih Tzu, che compare per la prima volta in Animal Crossing: New Leaf. È la segretaria del giocatore-sindaco, aiutandolo nei suoi incarichi e la gestione della città. Aiuta i giocatori-cittadini a trovare casa e dà consigli e informazioni sulla città.

## Gulliver
Gulliver (ジョニー?) è un gabbiano navigatore. A partire da Animal Crossing: Wild World, Gulliver può essere avvistato mentre vola a bordo di un UFO. Se viene colpito con la fionda, il suo UFO precipita nel villaggio, disintegrandosi all'impatto. Avendo perso i pezzi della sua astronave, il gabbiano chiede l'aiuto del giocatore, che viene ricompensato con degli oggetti rari dopo il lavoro svolto. In Animal Crossing: New Leaf appare di tanto in tanto sulla spiaggia, naufragato da una tempesta, mentre dorme. Dopo vari tentativi di svegliarlo da parte del giocatore, si risveglia e gli chiede di aiutarlo a ricordarsi da dove proveniva prima di naufragare, basandosi su dei ricordi vaghi. Se il giocatore azzecca la risposta, lui lo ringrazia e riparte, inviandogli per posta qualche giorno dopo un regalo molto raro proveniente da quel luogo. Se invece il giocatore sbaglia, Gulliver gli regala una moneta di cioccolato da utilizzare ad Halloween.

## K.K. Slider
K.K. Slider (とたけけ?), nome d'arte di Totakeke, è un cane bianco di razza Jack Russell terrier che suona la chitarra e canta. K.K. si esibisce davanti alla stazione del treno in Animal Crossing, mentre da Animal Crossing: Wild World in poi si esibisce il sabato sera dalle 20:00 alla mezzanotte nella caffetteria "La Piccionaia". In Animal Crossing: New Leaf si esibisce nel "Club LOL" dopo le 20:00 dalla domenica al venerdì come DJ e il sabato come musicista. Il giocatore può chiedere al musicista una sola canzone per ogni serata; se il titolo della melodia è esistente nell'universo del gioco e viene scritto in modo corretto, K.K. soddisfa la richiesta e poi consegna gratuitamente al giocatore un disco con la canzone, riproducibile negli apparecchi per l'ascolto di musica che si possono tenere in casa. Le canzoni di K.K. sono tutte diverse, una per ogni genere musicale. Il personaggio di K.K. è basato sul musicista della Nintendo Kazumi Totaka, famoso per aver composto varie colonne sonore di alcuni giochi. K.K. appare in un cameo sia in Super Smash Bros. Melee che in Super Smash Bros. Brawl.

## Marco e Mirco
Marco e Mirco (Tommy e Timmy in inglese) sono i nipoti di Tom Nook. Svolgono le sue stesse mansioni quando è indaffarato in faccende più importanti. In Animal Crossing: New Horizons offrono ai giocatori una tenda dove stare, ma dopo si deve pagare un debito a Tom Nook.

## Merino
Merino (Kaizou カイゾー) è un alpaca azzurro che gestisce il negozio "Ricicla e Ricrea" insieme alla moglie Alpaca. All'inizio del gioco si trova addormentato, può essere svegliato solo dopo aver speso una cifra minima di stelline nel negozio, dopodiché rimane sempre sveglio. Interagendo con lui si possono modificare i pezzi di arredamento cambiandone il colore oppure usando i minerali. Può anche creare dei carillon e dei modellini di fossili.

## Mr. Resetti
Mr. Sonny Resetti (リセットさん?), chiamato abitualmente con il solo cognome, è una talpa dal carattere iracondo, che appare quando si effettua un reset della console con la quale si sta giocando, spegnendola senza salvare la partita; al successivo avvio del gioco, Resetti emerge dal sottosuolo appena il giocatore esce dalla sua abitazione e lo rimprovera duramente, insultandolo, obbligandolo a ripetere frasi di scusa ed agitando il suo piccone da minatore. Alla fine delle sue ramanzine, che sono sempre peggiori all'aumentare del numero dei reset effettuati, Resetti dà al personaggio un consiglio dal tono dispregiativo (per esempio "Cerca di lavarti più spesso, puzzone!"). Resetti afferma di lavorare in un centro sotterraneo nel quale altre talpe svolgono lo stesso suo lavoro e nel quale, quando il giocatore chiude il gioco senza salvare, scattano una serie di allarmi. In Animal Crossing: Wild World è possibile incontrarlo anche di domenica nel primo pomeriggio alla "Piccionaia", mentre in Animal Crossing: Let's Go to the City è possibile visitare il centro in cui lavora. I suoi dialoghi, lunghissimi e pieni di espressioni sgarbate ma secondo alcuni divertenti, hanno fatto affezionare alcuni giocatori. Mr. Resetti appare in un cameo in Smash Bros. Melee, e in Brawl è un assistente. In Animal Crossing: New Leaf appare solo dopo aver costruito il centro Resetti fra le opere pubbliche. Prima di allora, se il giocatore resetta, è Fuffi a rimproverarlo all'inizio della partita successiva.
In Animal Crossing: New Horizons Resetti è il misterioso operatore dell’app di soccorso sul Nook Phone. Può anche essere incontrato alla Piccionaia.

## Nella e Brunella
Nella (イノシシ?) (Joan in inglese) è un cinghiale, presente in tutte le versioni di Animal Crossing, che arriva nel villaggio del giocatore ogni domenica mattina dalle 5:00 alle 12:00 per vendere le sue rape. Propone due diversi tipi di rape: bianche e rosse. Le rape bianche possono essere rivendute al negozio di Nook ad un prezzo che cambia di giorno in giorno (vanno vendute entro una settimana sennò marciscono e non valgono nulla, e la domenica la vendita delle rape è sospesa), mentre se si chiedono rape rosse si riceve un seme che deve essere piantato nella terra ed innaffiato tutti i giorni per una settimana (se ci si dimentica di innaffiarlo anche solo per un giorno marcisce e va sprecato), ottenendo una rapa rossa che si può poi vendere a Tom Nook per un ottimo prezzo. In Animal Crossing: New Leaf vende esclusivamente rape bianche che possono essere rivendute solo da Ricicla e Ricrea. Il loro prezzo cambia ogni giorno.
Brunella (Daisy Mae in inglese) è la nipotina di Nella e svolge il suo stesso lavoro in Animal Crossing: New Horizons.
Il motivo per cui in Animal Crossing le rape sono usate come azioni di mercato nel gioco è che in Giappone la parola "rapa", scritta in hiragana, è omofonica con il kanji usato per "azione" di mercato (株, かぶ, kabu).

## Pasqualo
Pasqualo (Pascal in inglese) è una lontra rossa. È un pescatore che di tanto in tanto si trova sulle sponde del fiume o sulla riva del mare; quando il giocatore gli parla, Pasqualo consegna un regalo e si tuffa. In Animal Crossing: New Leaf appare quando il giocatore pesca dal fondo degli abissi una capasanta; lui gli chiede di regalargliela e in cambio gli dona un oggetto raro e una perla di saggezza. Può venire da lunedì a venerdì dalle 6:00 alle 23:00 sulla spiaggia.

## Pelly
Pelly, nota in Giappone come Periko, è una pellicana bianca, che lavora dalle 7:00 alle 22:00 al municipio. A differenza della sorella Polly, ha un carattere tranquillo e molto dolce e s'impegna molto nel suo lavoro.
In Animal Crossing: New Leaf Pelly lavora per il turno diurno nell'ufficio postale con Tino e Polly.

## Polly
Polly, nota in Giappone come Pelimi, è una pellicana viola, che lavora al municipio durante la notte dalle 22:00 alle 7:00. Sorella maggiore di Pelly, ha un carattere acido ed insofferente, non si impegna affatto nel suo lavoro e parla sempre alle spalle del giocatore. Tra le 21:30 e le 22:00 si trova alla caffetteria "La Piccionaia", dove si può parlarle mentre prende un caffè prima di recarsi al lavoro, ma anche in tale situazione è sgarbata con il giocatore.
In Animal Crossing: New Leaf Pelly lavora per il turno notturno nell'ufficio postale con Tino e Pelly.

## Remo
Remo (Kapp'n in inglese) è un kappa (animale leggendario giapponese consistente in un incrocio tra rana e tartaruga) che in Animal Crossing: Wild World guida il taxi che porta nella città per la prima volta e pone le domande necessarie a creare il personaggio del giocatore; una volta iniziato il percorso di gioco, lo si può trovare il sabato alla Piccionaia. In Animal Crossing: Let's Go to the City guida invece un pulmino.
In Animal Crossing: New Leaf Remo accompagna il giocatore sull'isola di Tortimer con la sua barca per 1000 stelline.
Invece in Animal Crossing new horizons remo porta il villager su delle isole misteriose a prezzo di 1000 miglia di Nook.

## Sahara
Sahara è un cammello femmina che vende tappeti e carta da parati. In Animal Crossing: Wild World appare casualmente e regala al giocatore un tappeto o una carta da parati particolare se il giocatore la aiuta a fare delle consegne. In Animal Crossing: Let's Go to the City scambia un vecchio tappeto del giocatore con uno nuovo. In Animal Crossing: New Leaf appare casualmente una volta a settimana in giro per la città e, in cambio di 3000 stelline, si fa accompagnare fino a casa del personaggio e cambia tappeti e carta da parati come piace a lei.
Nelle versioni giapponese e coreana del gioco Sahara è di sesso maschile.

## Sciuscià
Sciuscià (Kicks in inglese) è una puzzola che compare per la prima volta in Animal Crossing: Let's Go to the City, seduto sugli scalini della grande città a fare il lustrascarpe.
In Animal Crsoosing: New Leaf gestisce un negozio di scarpe e calze a fianco di quello delle sorelle Ago e Filo. Dà del lei al sindaco, come Bice.

## Tino
Tino (Pete in inglese) è un pellicano bianco che lavora per il municipio, per cui svolge la mansione di postino; lo si può colpire mentre vola nel cielo con la fionda verso le 09:00 e le 17:00. In Animal Crossing: Let's Go to the City consegna le lettere Nintendo direttamente al giocatore, cosa che in Animal Crossing: Wild World non accade.

## Tom Nook
Tom Nook (たぬきち?, Tanukichi) è un Tanuki (più comunemente identificato come un procione) ed è uno dei principali personaggi della serie di Animal Crossing, apparendo in tutti i capitoli, sia principali che spin-off. In tutti i giochi è un commerciante che gestisce una bottega dove il giocatore può comprare e vendere la maggior parte degli oggetti, ad eccezione di Animal Crossing: New Leaf e Animal Crossing: Happy Home Designer, dove dirige l'ImmoNook, e in Animal Crossing: New Horizons, dove si è candidato come Presidente dell'Isola.

## Tortimer
Tortimer (そんちょう?) è una tartaruga, ed è il sindaco della città. Essendo molto anziano, passa le giornate a dormire nel municipio. Si può parlare con lui solo durante le festività (occasioni in cui si trova davanti al municipio) o chiedendo a Polly di svegliare il sindaco quando sta fuori davanti al municipio. Durante il capodanno regala i fuochi d'artificio e "spara coriandoli" agli abitanti del villaggio. Ha un'identità segreta, Cornimer, che assume travestendosi durante la Sagra della Ghianda. Di animo generoso, regala spesso simpatici oggetti in stile fungo al giocatore. Durante lo svolgimento delle gare, Tortimer regala al giocatore degli attrezzi utili, nel caso in cui non li avesse.
Gli oggetti fungo sono:
- comodino fungo
- armadio fungo
- letto fungo
- sedia fungo
- TV fungo
- mensola fungo
- tavolo fungo
- tavolino fungo
- lampada fungo
- ornamento fungo (un'altra lampada)
- muro foresta
- pavimento foresta.

In Animal Crossing: New Leaf, dato che è il giocatore a vestire i panni del sindaco, Tortimer appare solo una volta, in cui spiega di essere in pensione e propone al giocatore di passare ogni tanto nell'Isola di Tortimer (che viene sbloccata in quel momento) dove alloggia la sua famiglia. Nell'isola Tortimer appare ogni qualvolta il giocatore decida di partecipare ad un tour, poiché lui ne è la guida. In New Horizons Tortimer vive in un misero camioncino sull’isola di Fiorilio.

## Vanda
Vanda (ハッケミィ?) (Katrina in inglese) è una pantera nera, che di professione fa l'indovina. Arriva casualmente in città e possiede una tenda rotonda, simile a quella di Volpolo. Oltre alla previsione del futuro, Vanda offre come servizio l'allontanamento del malocchio. In Animal Crossing: Let's Go to the City, lavora in un negozio tutto suo situato nella città. In Animal Crossing: New Leaf, appare casualmente con la sua tenda e predice solo il futuro, assegnando il compito di portafortuna ad un capo di vestiario che cambia di volta in volta. Dopo che il giocatore si è fatto predire il futuro almeno 20 volte, viene sbloccata un'opera pubblica per aprire un negozio tutto suo in Via degli Acquisti.
In Animal Crossing New Horizons Vanda sta sull'isola Fiorillo con un piccolo camioncino.

## Van Trik
Van Trik è un tricheco artista, che arriva di tanto in tanto ed è costantemente affamato, chiedendo del cibo; se gli viene dato un frutto o un pesce, ricompensa il giocatore con un modello di Tom Nook o Mr. Resetti o con un turbante.

## Volpolo
Volpolo (Redd in inglese) è una volpe arancione, una specie di Tom Nook del mercato nero, che vende di tutto, anche quadri, che però spesso si rivelano falsi.
In Animal Crossing: Wild World la prima volta che si entra nella tenda di Volpolo viene chiesta una quota iniziale (che si aggira intorno alle 3.000 stelline) per poter comprare la sua merce e ricevere le lettere con la password per entrare nella tenda. La password può anche essere rivelata da altri cittadini. Gli oggetti venduti da Volpolo sono identici a quelli disponibili da Tom Nook ma costano molto di più, ad eccezione dei quadri, che possono essere comprati solo da Volpolo (sia se autentici sia se falsi). Per scegliere il giorno della settimana in cui Volpolo viene in città, basta parlare con Frodolo, che in un giorno qualsiasi si posiziona davanti alla casa del giocatore e tiene una specie di quiz, utile anche per ottenere un'assicurazione.
In Animal Crossing: New Leaf appare casualmente nella tenda verde in piazza e non chiede la password segreta.
In Animal Crossing: New Horizons appare su un piroscafo ormeggiato nella spiaggetta segreta nella parte Nord dell'isola.